# Ferrovia Valencia-Tarragona
La ferrovia Valencia-Tarragona è una linea ferroviaria spagnola che unisce Valencia con Tarragona costeggiando il litorale mediterraneo.

## Storia
Una volta aperta al traffico la linea tra Valencia e Almansa si decise di realizzare un collegamento ferroviario verso nord che raggiungesse la Catalogna, costeggiando il Mediterraneo, per connettersi con la rete che stava crescendo anche in quella zona del Paese. Ottenuta la concessione e raccolti i fondi necessari, il 5 marzo 1862 venne fondata la Sociedad de los Ferrocarriles de Almansa a Valencia y Tarragona (AVT). Approfittando dell'agevole orografia del percorso e dell'impulso iniziale, si raggiunse facilmente Castellón de la Plana, aprendo nel corso del 1862 in successione le prime tre tratte della linea:
- Valencia-Sagunto (28,48 km)
- Sagunto-Nules (21,44 k).
- Nules-Castellón (17,93 km)

Nel 1863 fu aggiunto un nuovo tratto tra Castellón e Benicasim, lungo poco più di 12 chilometri. A questo punto la costruzione conobbe le prime difficoltà poiché nel 1864 fu segnata dalle difficoltà economiche della Sociedad Valenciana de Fomento, una banca valenciana che insieme all'imprenditore José Campo costituiva uno dei principali investitori del progetto. L'altra grande difficoltà fu segnata dall'attraversamento del fiume Ebro. A tal fine, il 10 luglio 1865, fu istituita una commissione incaricata di determinare in quale punto e in quali condizioni si sarebbe dovuto attraversare il letto del fiume. Nella decisione entrarono in gioco diversi fattori, come l'esondazione del fiume, l'accessibilità del porto di Tortosa o le esigenze militari.
Una volta ripresi i lavori, nel 1865 si procedette da entrambe le estremità del percorso, aprendo il tratto Tarragona-Amposta, lungo 69,15 km, e il tratto Benicasim-Ulldecona, lungo 80,56 km. Nonostante ciò, continuò a mostrare debolezze economiche che furono alleviate con l'ingresso di investitori catalani e con il ritardo dei lavori fino al 1867, anno in cui furono costruiti gli ultimi due tratti tra Ulldecona e Tortosa (29,27 km) e Amposta e Tortosa (13 km). Infine il ponte sul fiume Ebro, che si decise di realizzare a Tortosa, fu inaugurato il 21 giugno 1868.
Nel 1889 la morte di Campo, il principale promotore dell'AVT, segnò la fine di una compagnia che non riusciva a superare i suoi problemi economici e così, nel 1891, la linea fu integrata nella rete della Compañía de los Caminos de Hierro del Norte de España, che la gestì fino alla nazionalizzazione delle ferrovie spagnole nel 1941 e alla creazione della Renfe. Durante la guerra civile, il ponte ferroviario sul fiume Ebro fu distrutto. Sarebbe stato ricostruito nel dopoguerra.
Nel 1973 il percorso fu elettrificato. Negli anni '90 la linea subì importanti modifiche poiché venne quasi completamente raddoppiata e adattata alla velocità massima di 220 km/h. A sua volta, è stata costruita la cosiddetta circonvallazione dell'Ebro, con un nuovo ponte sul fiume e una modifica del percorso che ha eliminato l'anello di Tortosa. Con ciò la stazione di Tortosa cessò di far parte della linea vera e propria e diventò il terminale di una diramazione di poco più di 13 chilometri dalla nuova stazione di Aldea-Amposta. la costruzione della tangenziale.
Alla fine del 2004, con la divisione della vecchia RENFE in Renfe Operadora e Adif, la linea è diventata dipendente da quest'ultima organizzazione.
Il 13 gennaio 2020 è stata inaugurata la variante Vandellós, tra le stazioni Vandellós e Vila-seca, che garantisce il collegamento con la linea ferroviaria ad alta velocità Madrid-Barcellona/Francia a Vilaseca attraverso due scambiatori. Di conseguenza, la chiusura al traffico passeggeri del vecchio tracciato a binario unico ha comportato la chiusura delle stazioni di Salou, Cambrils, Montroig e Hospitalet del Infante.